# Galina Medvedeva
Pour les articles homonymes, voir Medvedeva.
Galina Medvedeva (en russe : Галина Медведева), née le 25 juin 2001, est une taekwondoïste russe, championne du monde en 2021.

## Biographie
Galina Medvedeva est la sœur jumelle de la taekwondoïste Larisa Medvedeva.
Elle obtient la médaille d'argent dans la catégorie des moins de 49 kg aux Championnats d'Europe pour catégories olympiques de taekwondo 2019 à Dublin, perdant en finale face à la Serbe Tijana Bogdanović.
Elle est médaillée d'or dans la catégorie des moins de 49 kg aux Championnats du monde féminins de taekwondo 2021 à Riyad, battant en finale sa compatriote Anna Kazarnovskaia.